# Het Perron
Het Perron is een complex in de Vlaamse stad Ieper dat als thuis dient voor het CultuurCentrum, de jeugddienst en VZW Argos. Het gebouw beschikt over een theaterzaal met 540 zitjes, een tentoonstellingsruimte, cafetaria, vergaderzalen en een polyvalente zaal. Het gebouw werd geopend in 2011 en werd gebouwd op de plaats van de vroegere veemarkt.

## Gebouw

### Technische fiche theaterzaal
- De zaal heeft een oplopende tribune met 540 zitplaatsen.[1] 31 zitplaatsen kunnen weggenomen worden voor rolstoelgebruikers.
- De regiekamer is volledig open en bevindt zich op negentien meter van de scene.
- De zeven individuele kleedkamers, waarvan drie met douches, zijn toegankelijk voor rolstoelen.
- Het artiestenfoyer heeft een eigen keuken en kan 24 personen herbergen.
- De overdekte laadkaai achteraan het gebouw is te bereiken via de Goesdamstraat
- Podiumafmeting
- Podiumvloer zonder afstopping: 20 bij 14 m
- Draagkracht podiumvloer: 500 kg/m²

## Afbeeldingen

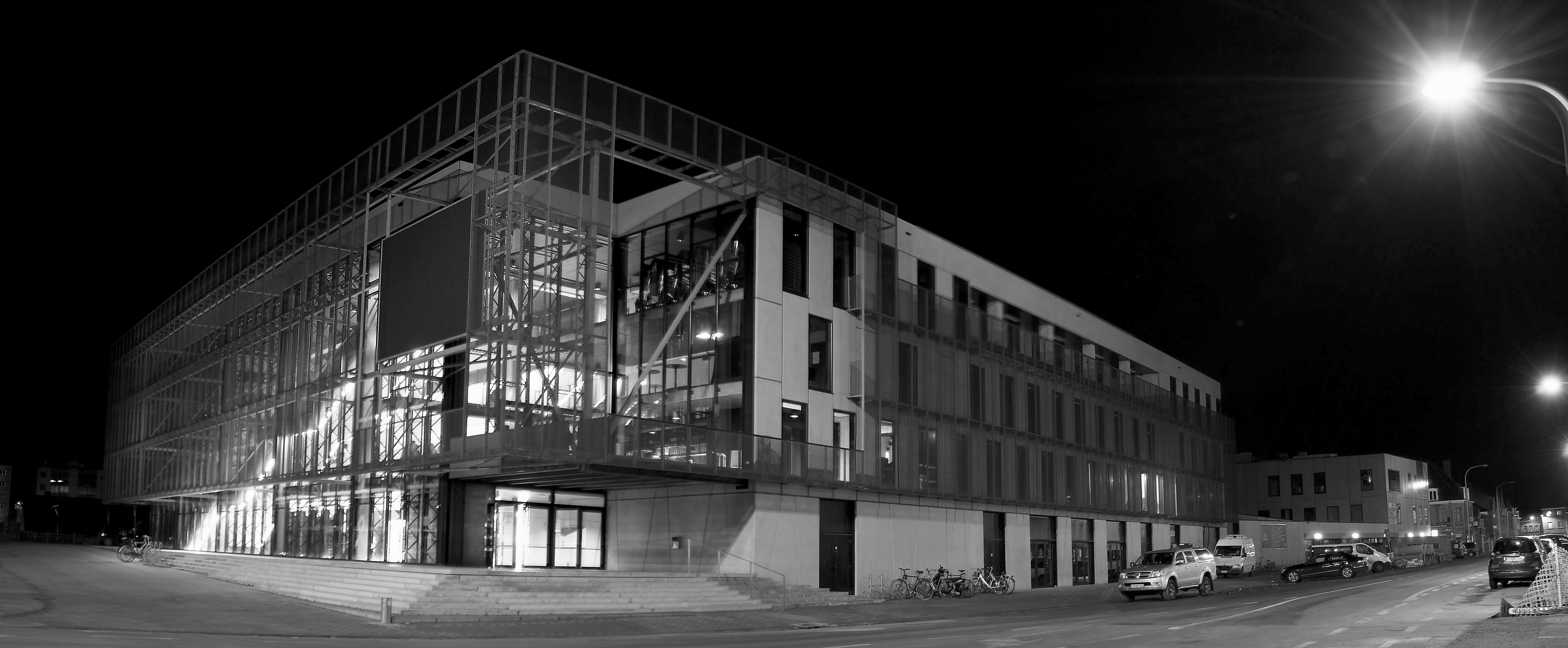
Het Perron, gezien vanuit het park
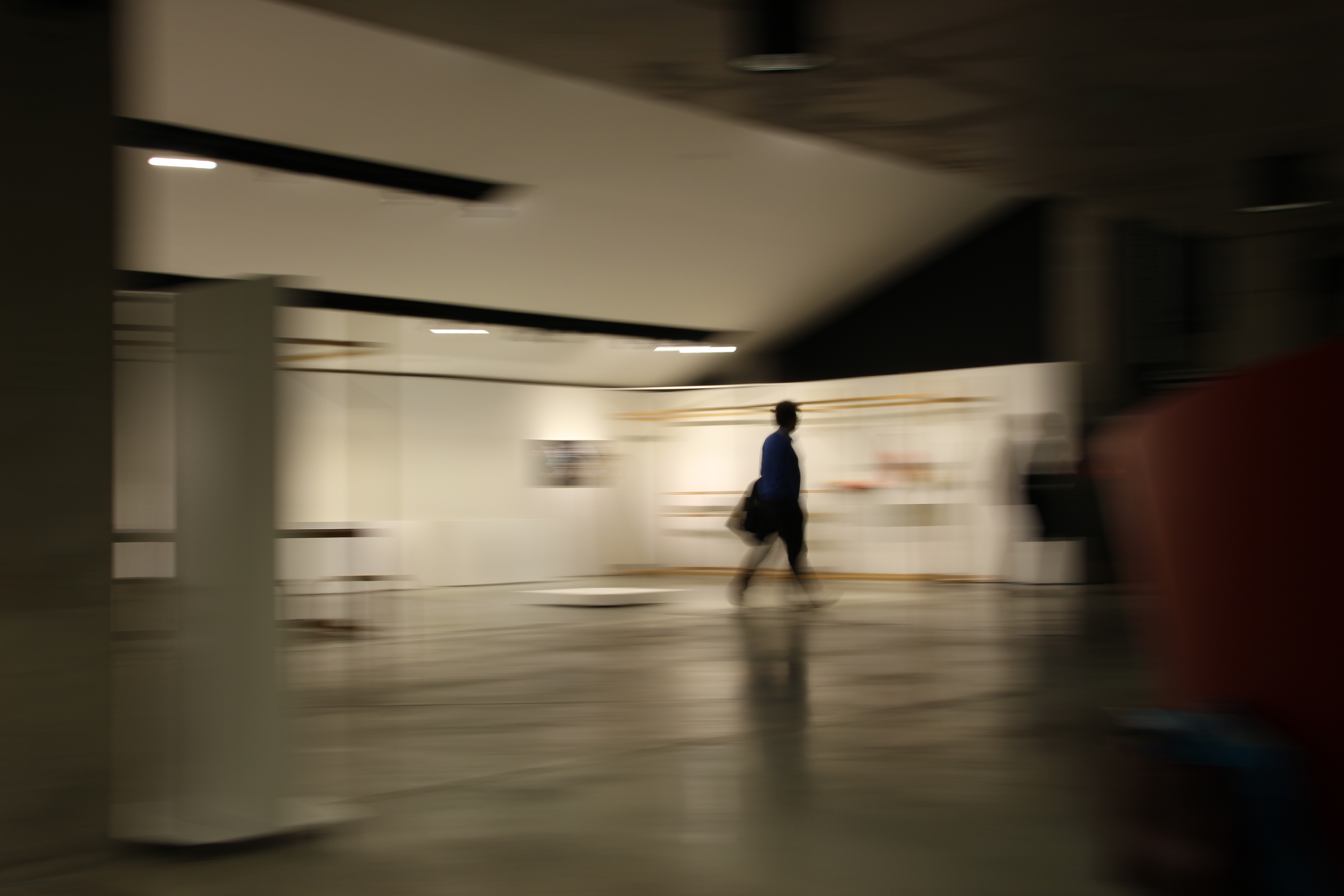
En passant
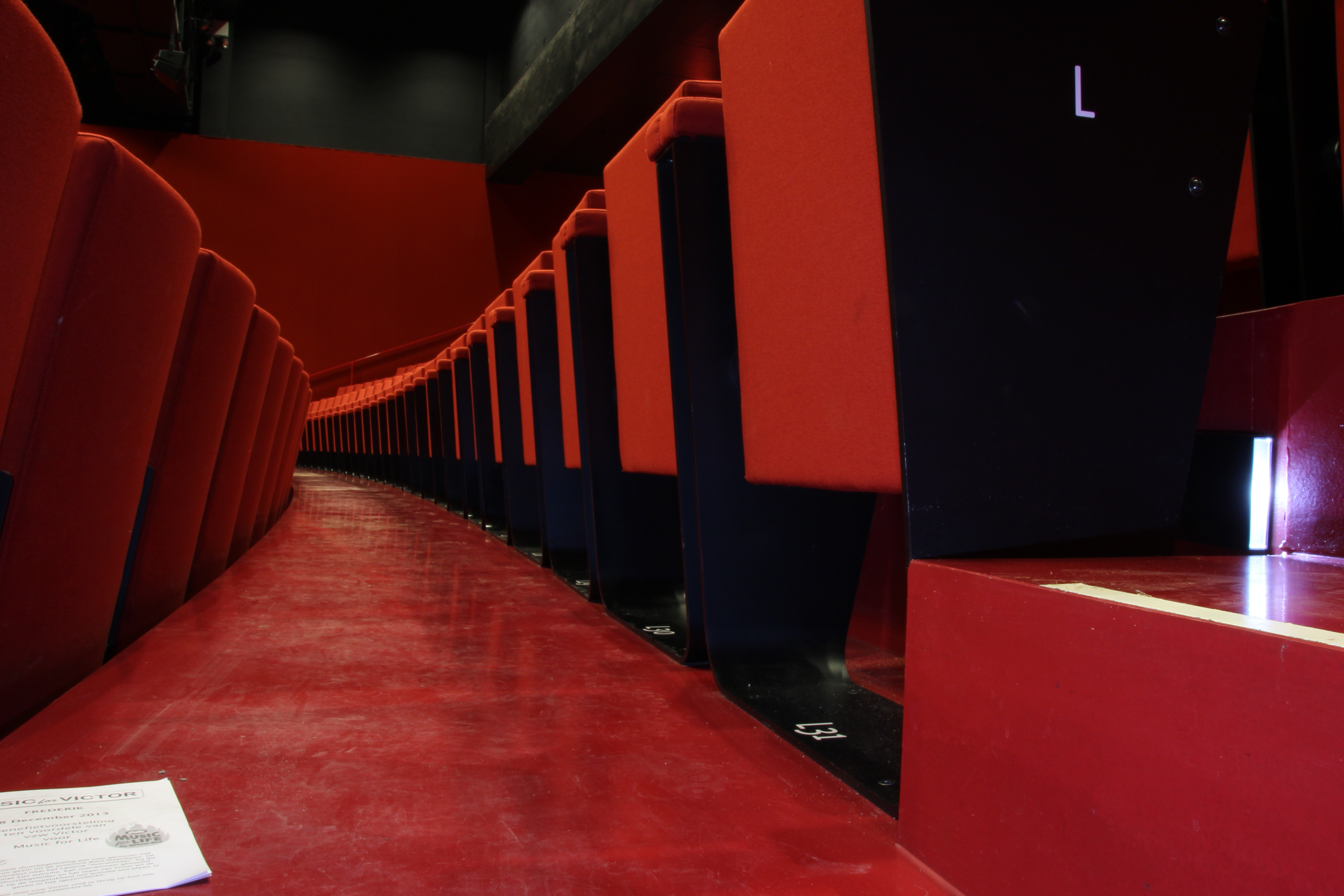
Zetels